# 紀元前533年
紀元前533年（きげんぜん533ねん）は、西暦（ローマ暦）による年。紀元前1世紀の共和政ローマ末期以降の古代ローマにおいては、ローマ建国紀元221年として知られていた。紀年法として西暦（キリスト紀元）がヨーロッパで広く普及した中世時代初期以降、この年は紀元前533年と表記されるのが一般的となった。

## 他の紀年法
- 干支 : 戊辰
- 日本
  - 皇紀128年
  - 安寧天皇16年
- 中国
  - 周 - 景王12年
  - 魯 - 昭公9年
  - 斉 - 景公15年
  - 晋 - 平公25年
  - 秦 - 哀公4年
  - 楚 - 霊王8年
  - 宋 - 平公43年
  - 衛 - 霊公2年
  - 陳 - 恵公元年
  - 蔡 - 霊侯10年
  - 曹 - 武公22年
  - 鄭 - 簡公33年
  - 燕 - 悼公3年
  - 呉 - 余祭15年
- 朝鮮
  - 檀紀1801年
- ベトナム :
- 仏滅紀元 : 12年
- ユダヤ暦 : 3228年 - 3229年

## できごと

### 中国
- 楚の霊王が魯の叔弓・宋の華亥・鄭の游吉・衛の趙黶らと陳で会合した。
- 楚の公子弃疾が許を葉から城父に移転させた。
- 周の甘邑大夫の襄が晋の閻嘉と閻の田土を争い、晋の梁丙・張趯が陰戎を率いて潁を攻撃した。周の景王は詹桓伯を晋に派遣して、戎を動員したことを非難した。晋の韓起（韓宣子）は羊舌肸（叔向）の意見を容れて、閻の田土を周に贈り、潁で得た捕虜を送還した。景王は賓滑に甘邑大夫の襄を逮捕させ、その事情を晋に説明させると、晋は賓滑を礼遇して帰国させた。
- 陳で火災があった。
- 晋の荀盈が妻を迎えに斉に行き、帰国する途中に死去した。その葬儀がおこなわれないうちに、晋の平公が酒宴を催し、音楽を鳴らしたので、膳宰の屠蒯がこれを諫めた。
- 魯の仲孫玃（孟僖子）が斉に赴いた。